# Фламмерсфельд
Фламмерсфельд (нем. Flammersfeld) — община в Германии, в земле Рейнланд-Пфальц. 
Входит в состав района Альтенкирхен-Вестервальд. Подчиняется управлению Фламмерсфельд.  Население составляет 1091 человек (на 31 декабря 2010 года). Занимает площадь 4,06 км².